# 黑尾足距小蠹
黑尾足距小蠹（xylosandrus crassiusculus），又稱亞洲小蠹，為象鼻蟲科（Curculionidae）中熱帶樹皮小蠹蟲的一種。源自於亞洲，現已傳播至非洲、歐洲、大洋洲及美洲。成蟲為紅棕色，體長約2至3毫米（0.08至0.12英寸）。

## 分佈與棲息地
這種小蠹蟲源自於亞洲，現被視爲入侵害蟲，且已傳播至世界部分國家如非洲、美洲、歐洲及大洋洲。1974年美國東南部出現首次報道，而後於1996年抵達哥斯大黎加，2003年出現達巴拿馬，並在2008年到達瓜地馬拉及巴西北部。距巴西南部及烏拉圭發現不到十年，阿根廷於2001年也發現其蹤跡，後來由於兩個國家保持警惕並且制定了長期誘捕計畫，因此阿根廷的樣本可能來自非美國區域直接引進，其後又向北蔓延。

## 生活史
此種小蠹蟲雌蟲會與雄蟲交配後離開坑道。雖然雄蟲不具飛行能力，但雌蟲可飛行並散佈到其他寄主植物上。一旦確定寄主植物後，雌蟲便會開始開鑿坑道並產卵繁衍後代，坑道大小會隨著幼蟲的成長逐漸擴大，雌蟲會於此過冬。

## 生態學
儘管小蠹蟲的幼蟲在植物體內生長，但成蟲與幼蟲均以共生真菌爲食，雌蟲將其引入坑道中培養供幼蟲食用。以黑尾足距小蠹爲例，其共生真菌為Ambrosiella roeperi。也顯示菌蠹蟲會受共生真菌氣味所吸引並可能將攻擊集中於特定植物上。菌蠹蟲可以侵染1.5釐米（0.6英寸）的分支及直徑為2.5到6釐米（1.0到2.4英寸）的樹幹。
此小蠹蟲為雜食性，可感染多種寄主植物，通常只限於病危年輕樹木及苗木，但有時也會攻擊健康的年輕樹木。此外，它還會侵害堆積的木材，從而造成經濟損失。在美國，此種小蠹蟲會爲害包括橡樹，櫻桃和紫薇，以及山核桃，桃子，李子，柿子，榆木，楓香，木蘭，無花果，七葉樹和紅薯等樹木及灌木。在歐洲，角豆樹（Ceratonia siliqua）爲其寄主而在長有角豆樹的以色列，其唯一已知寄主為巴勒斯坦橡樹（Quercus calliprinos）。

## 延伸閱讀
- Lobl, I.; Smetana, A. (编). . Apollo Books. 2013. ISBN 978-90-04-26093-1.
- Lobl, I.; Smetana, A. (编). . Apollo Books. 2013. ISBN 978-90-04-25916-4.

## 外部連結
- 维基共享资源上的相關多媒體資源：黑尾足距小蠹